# Корасон Акино
Мария Корасон „Кори“ Кохуангко Акино (на тагалог: Maria Corazon „Cory“ Cojuangco Aquino) е първата жена президент на Филипините (1986 – 1992). Тя е първата жена президент в Азия и световно призната защитничка на демокрацията, мира, женското равноправие и религиозната търпимост.
Родена е в град Паники, провинция Тарлак, Филипините на 25 януари 1933 г. Учи френски език и математика в Ню Йорк (1946 – 1953) и право в Далекоизточния университет в Манила до 1954 г.
От 1956 и през 1960-те години работи в семейна корпорация. В периода 1980 – 1983 г. емигрира в САЩ със съпруга си Бениньо Акино-старши, който е журналист и лидер на опозицията срещу президента Фердинанд Маркос. През 1983 г. Бениньо Акино е убит при завръщането си във Филипините и Корасон Акино поема лидерството на опозицията. При обявяване на официалните резултати от президентските избори на 7 февруари 1986 г. за президент е преизбран Фердинанд Маркос. Акино обявява изборите за фалшифицирани и започва мирно гражданско неподчинение. На 25 февруари семейството на Маркос е принудено да напусне страната, а Акино полага клетва като президент. По време на управлението ѝ се въвежда нова конституция. Това става през юли 1987 г. Реформите, които предприема не се осъществяват под действието на комунистическо въстание в планините в северната част на Лусон и Минданао, както и забавянето им от страна на едрите земевладелци. По време на управлението ѝ са предприети седем опита за преврат.
Мария Корасон Акино почива на 76-годишна възраст, след 16-месечна борба с рак на дебелото черво, на 1 август 2009 г. Малко по-късно синът ѝ Бениньо Акино III е избран за президент.